# 道の駅おおゆ
道の駅おおゆ（みちのえき おおゆ）は、秋田県鹿角市にある市道大湯川向線の道の駅である。
2018年（平成30年）4月28日にオープンした。

## 概要
大湯温泉郷の観光交流拠点施設として整備され、秋田杉を多用した施設建屋の設計は国立競技場の設計者で建築家の隈研吾が担当している。

## 佐多六神社
秋田県鹿角市に伝わるマタギ左多六と飼い犬シロの哀話を広く知ってもらおうと、道の駅おおゆに「左多六神社」が設けられた。観光振興や地域活性化につなげたいと、道の駅を運営する「恋する鹿角カンパニー」が造営し、2022年7月24日に鎮座祭を執り行った。ヒバで造られた神社は、幅と奥行きがそれぞれ約１m、高さ約2.3m。道の駅内の東側通路スペースの一角にある。左多六と秋田犬シロを祭っており、神社脇に哀話がつづられたパネルを設置して、人間と動物の絆の強さを伝えている。鎮座祭には、市や地元自治会、大湯郷土研究会の代表ら約30人が参列。恋する鹿角カンパニーの菅原久典社長は「忠犬シロの物語を多くの人に伝え、左多六神社を目的に、観光客が道の駅を訪れるように発信したい」とあいさつした。今後、お守りなど左多六とシロの関連商品を販売する計画で、三上英樹駅長は「新たな観光スポットの一つになればいい」と願った

## 施設
- 駐車場 : 66台
- トイレ : 11器
- 農産物直売所
- 市日スペース
- カフェ
- 足湯
- 温泉じゃぶじゃぶ池
- 調理研究室
- 研修室
- 屋外ステージ

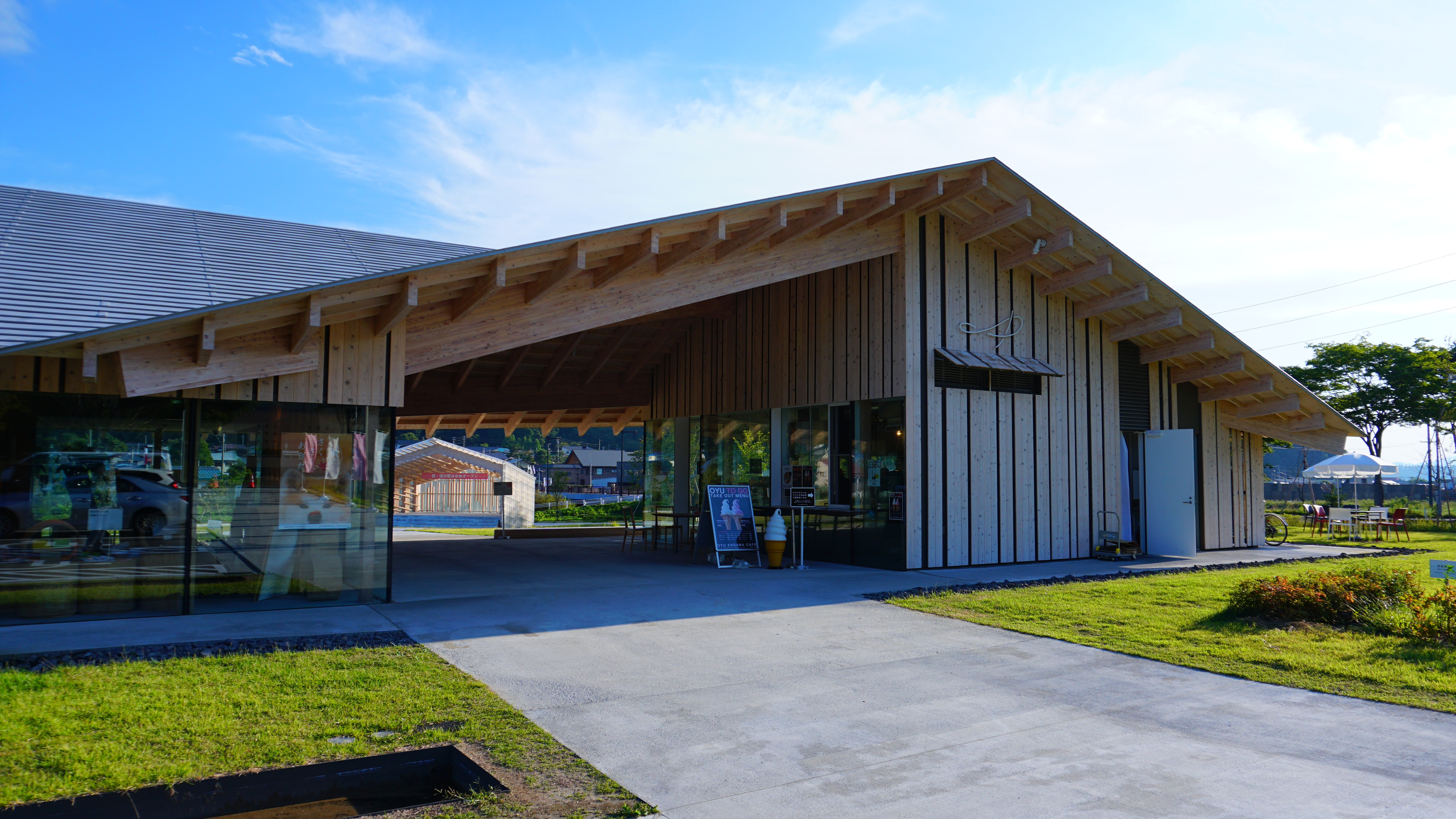
外観
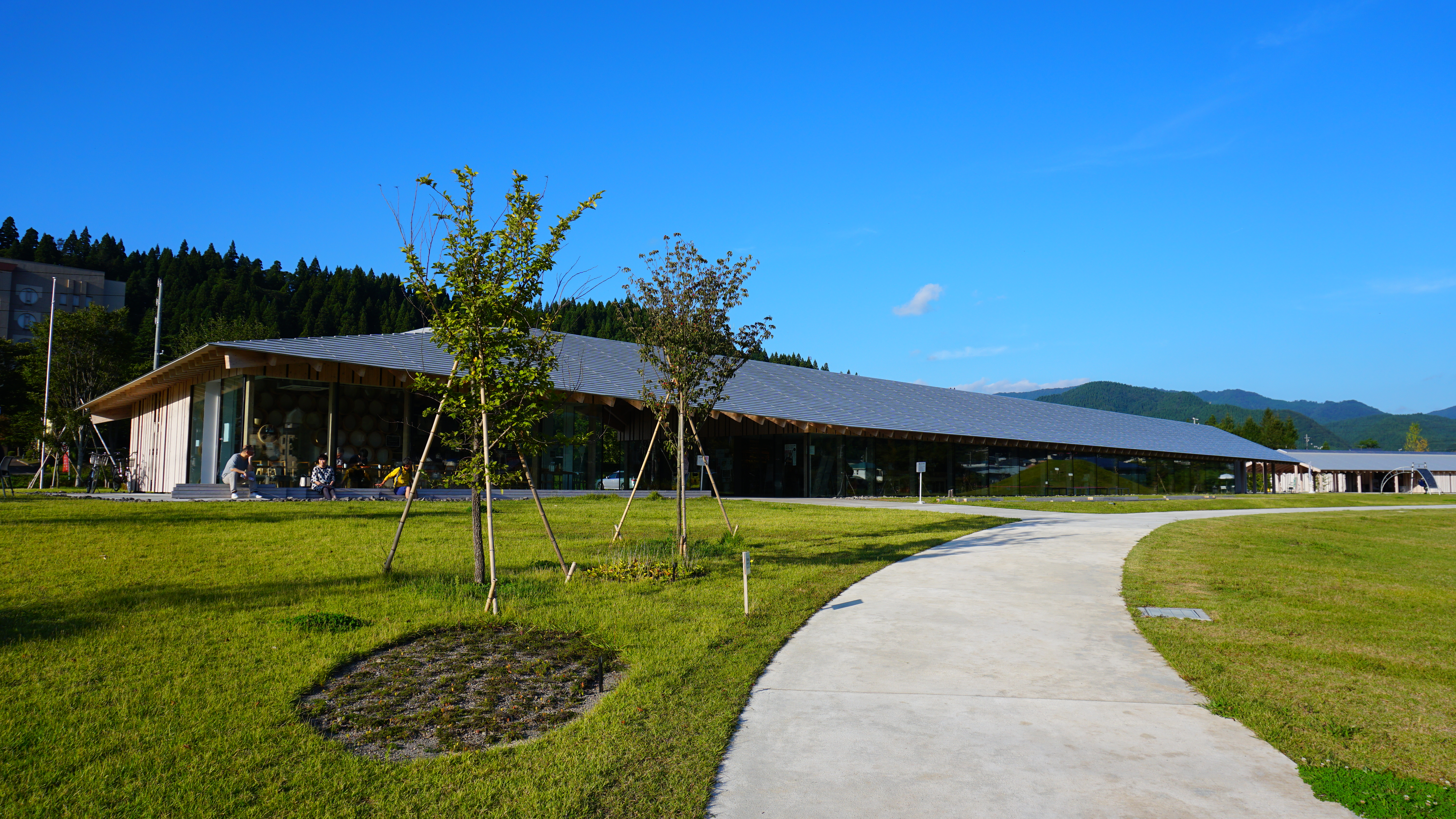
屋外広場（ビオトープ含む）
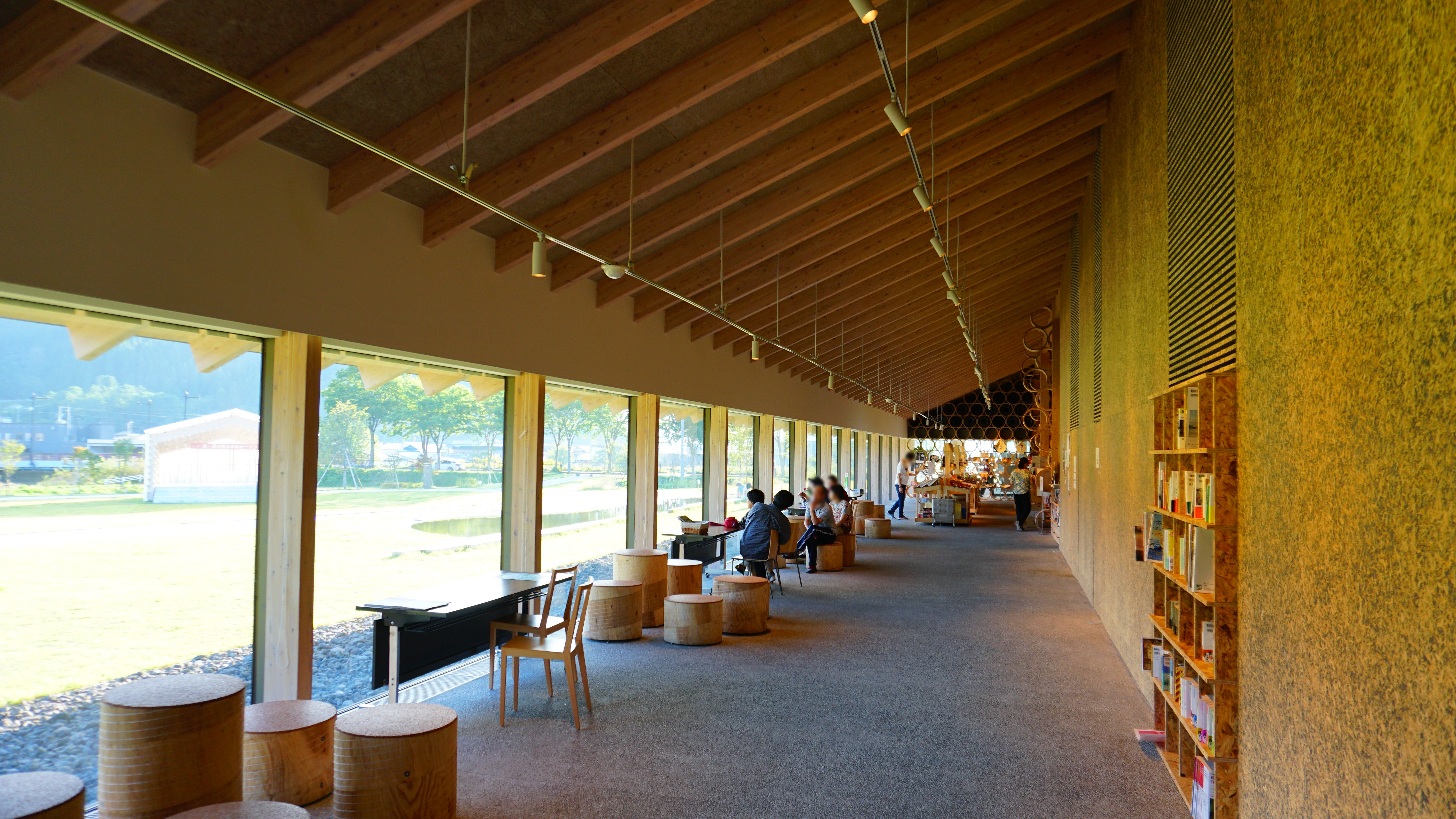
休憩所
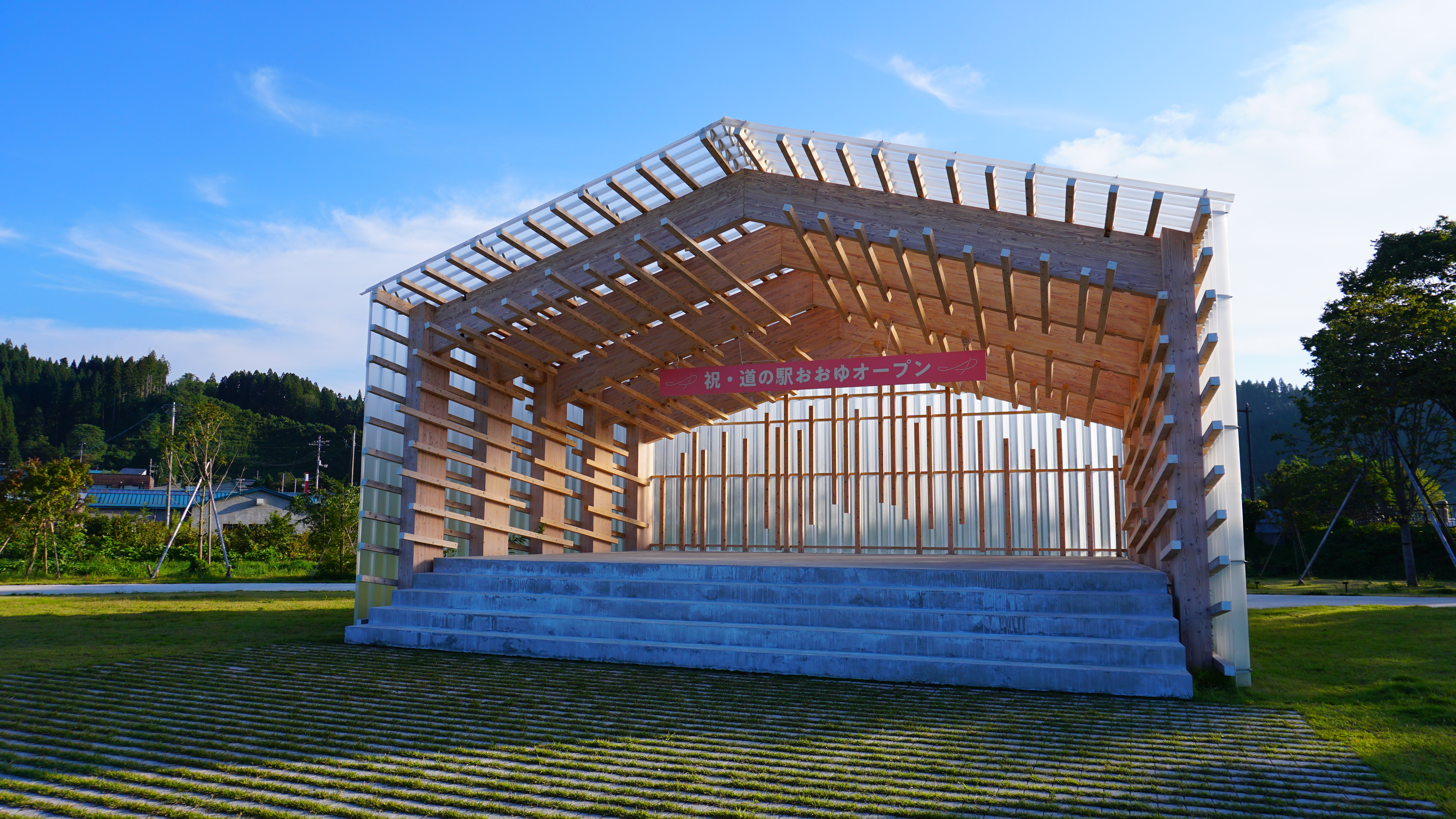
道路情報提供施設
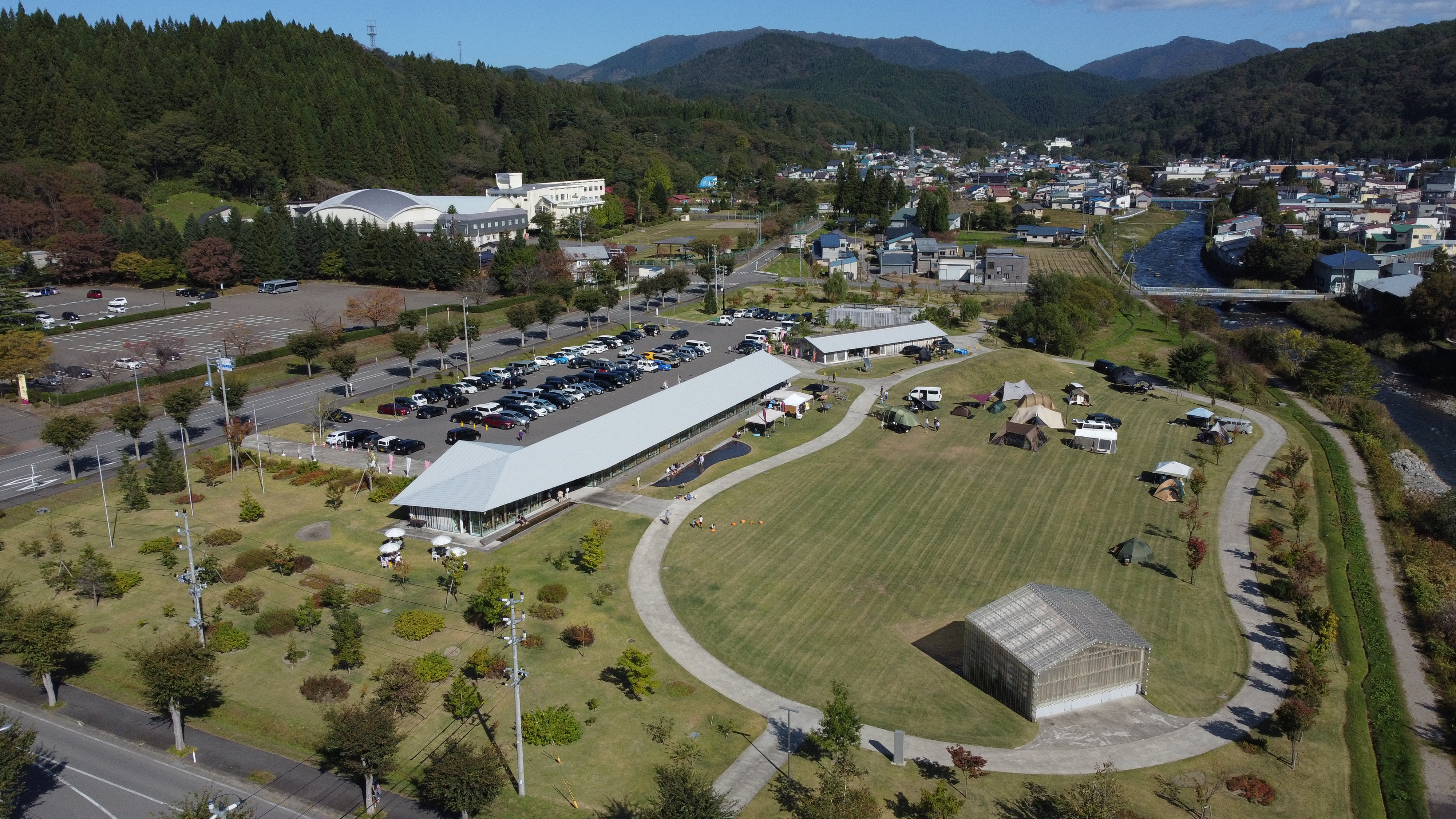
総合案内窓口
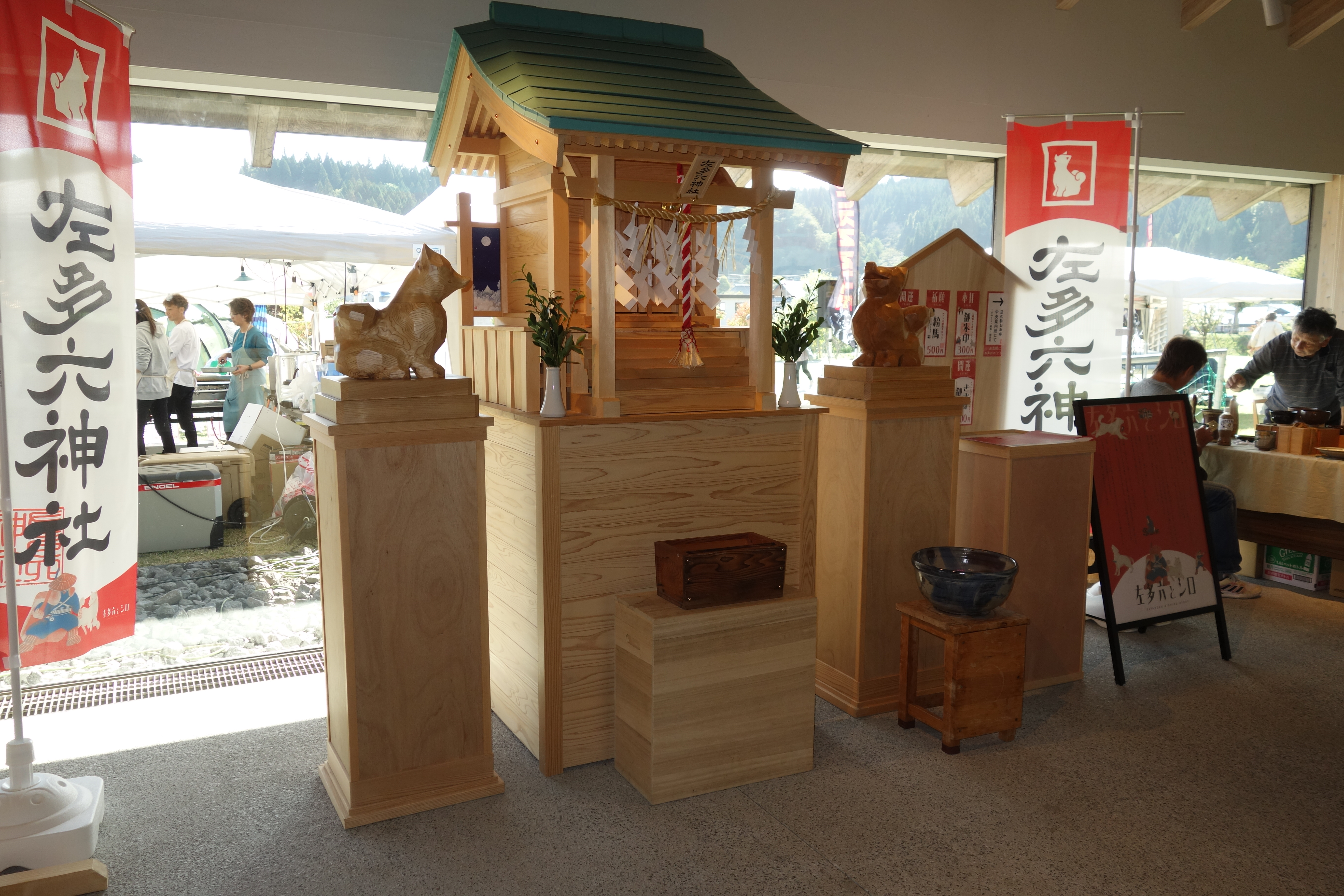
佐多六神社

- 外観
- 屋外広場側より
- 内装
- 屋外ステージ
- 空撮
- 佐多六神社

### 管理団体
- 協同組合大湯温泉観光協会[8]

## アクセス
- 市道大湯川向線 - 登録路線
- 国道103号